# Озорков
Озорков или Озо̀ркув (на полски: Ozorków) е град в Централна Полша, Лодзко войводство, Згежки окръг. Административен център е на селската Озорковска община, без да е част от нея. Самият град е обособен в самостоятелна община с площ 15,46 км2.

## География
Градът се намира в историческия регион Великополша. Разположен е край река Бзура, на 24 километра северозападно от центъра на Лодз, на 13 километра северозападно от Згеж и на 15 километра югоизточно от Ленчица.

## История
Селището получава градски права през 1816 година.

## Население
Населението на града възлиза на 19 686 души (2017 г.). Гъстотата е 1273 души/км2.

## Личности
Родени в града
- Витолд Собочински – полски оператор
- Самуел Решевски – американски шахматист
- Йолянта Бартчак-Скшишовска – полска лекоатлетка

## Градове партньори
- Пополи, Италия